# Pazos de Borbén
Pazos de Borbén és un municipi de la província de Pontevedra a Galícia. Pertany a la Comarca de Vigo. Limita amb els municipis de Redondela, Fornelos de Montes, Soutomaior, Mondariz, Ponteareas i Mos.

## Parròquies
- Amoedo (San Sadurniño)
- Borbén (Santiago)
- Cepeda (San Pedro)
- A Ermida (Nosa Señora da Anunciación)
- Moscoso (San Paio)
- Nespereira (San Martiño)
- Pazos (Santa María)
- Xunqueiras (San Salvador)